# Marie Laurencin
Marie Laurencin (París, 31 d'octubre del 1883 - 8 de juny del 1956) fou una pintora i gravadora francesa.

## Biografia
La seva formació artística s'inicià a Sèvres, on la seva mare l'envià el 1901, per estudiar la pintura de porcellana. A París novament, amplià estudis a l'Académie Humbert, on conegué Georges Braque i Georges Lepape. El 1907 exposà per primera vegada al Salon des Indépendants de París; aquell mateix any, Pablo Picasso li presentà Guillaume Apollinaire i d'aquesta trobada nasqué una relació tan apassionada com tumultuosa, que durà fins al 1912.
El 1912, Laurencin oferí una gran exposició de la seva obra a la Galerie Barbazanges de París. L'esclat de la Primera Guerra Mundial va portar-la a Catalunya, junt amb altres artistes que buscaven un refugi lluny del trasbals d'un París amenaçat, com Olga Sacharoff, Otho Lloyd, Serge Charchoune, Hélènne Grounhof, Albert Gleizes, Francis Picabia i Robert i Sonia Delaunay. Tots ells van venir a Catalunya entre el 1915 i el 1917. Per a alguns dels protagonistes de la vida cultural de Barcelona, la seva arribada va ser motiu d'energies renovades, mentre que per a d'altres era un element de crítica. Molts d'ells van coincidir a Tossa de Mar, on anaven d'excursió o de vacances. Els primers a alternar les estades van ser Sacharoff i Lloyd, però poc després s'hi van afegir els avantguardistes estrangers que havien arrelat a Barcelona.
El mateix 1912, obra seva apareixia a l'exposició cubista de les Galeries Dalmau de Barcelona, juntament amb obres de Gris, Duchamp, Albert Gleizes, Jean Metzinger i d'altres. Era l'única dona present i hi presentava dues pintures, dues aquarel·les, dos dibuixos i sis aiguaforts. El mateix any, i a les mateixes galeries, va formar part d'una exposició col·lectiva de jove pintura polonesa.
Dos anys més tard, es casà amb el baró Otto von Wätjen, pintor i poeta, a qui havia conegut l'any abans. Tots dos van ser internats en un camp de concentració francès, en tant que eren súbdits alemanys, però en van poder sortir gràcies als seus contactes, amb la condició d'abandonar França. Així doncs, la parella s'exilià a l'estat espanyol, primer a Madrid i després a Barcelona, el 1916. Durant un llarg estiu a Tossa de Mar, el 1917, Marie es feu amb els artistes Gleizes i el matrimoni Sonia i Robert Delaunay, a qui havia conegut gràcies a Francis Picabia (Laurencin escriví poemes per la seva revista, dadà 391). Després de viure un temps a Düsseldorf, Marie Laurencin tornà a París el 1920 i formalitzà el seu divorci.
L'any 1920 participà en l'Exposició d'Art Francès d'Avanguarda que van organitzar les Galeries Dalmau. Sis anys més tard, a les mateixes galeries, participava en l'Exposició de modernisme pictòric català confrontada amb una selecció d'obres d'artistes d'avantguarda estrangers. La darrera mostra que es coneix de què aquesta pintora formà part a Catalunya és la Exposición Ecole de París, que es va fer a La Pinacoteca de Barcelona amb posterioritat a 1928.
Establí lligams forts i fecunds amb nombrosos escriptors, dels quals il·lustrà una vuitantena d'obres: Lewis Carroll (Alice in Wonderland), Gide (La Tentative Amoureuse), Max Jacob, Saint-John Perse, Marcel Jouhandeau, Jean Paulhan i força d'altres.
A Barcelona, va formar part del cercle de dones intel·lectuals i artistes d'Olga Sacharoff, entre les quals hi havia les pintores Soledad Martínez, Dagoussia, Ángeles Santos i Laura Albéniz, les escultores Lluïsa Granero i Maria Llimona o les escriptores Clementina Arderiu i Elisabeth Mulder. També va col·laborar en revistes de l'època com 391, dirigida per Picabia, i en el Suplement Artístic de la Publicitat, amb poemes que es publicaven amb el nom de Louis Lalanne.

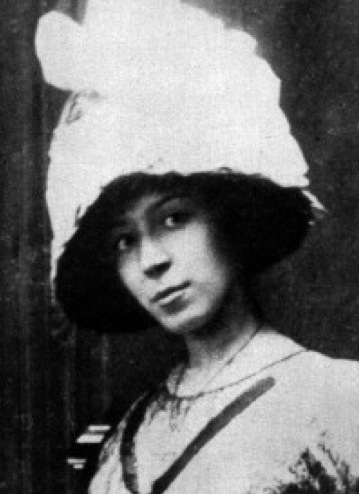
Marie Laurencin cap al 1912

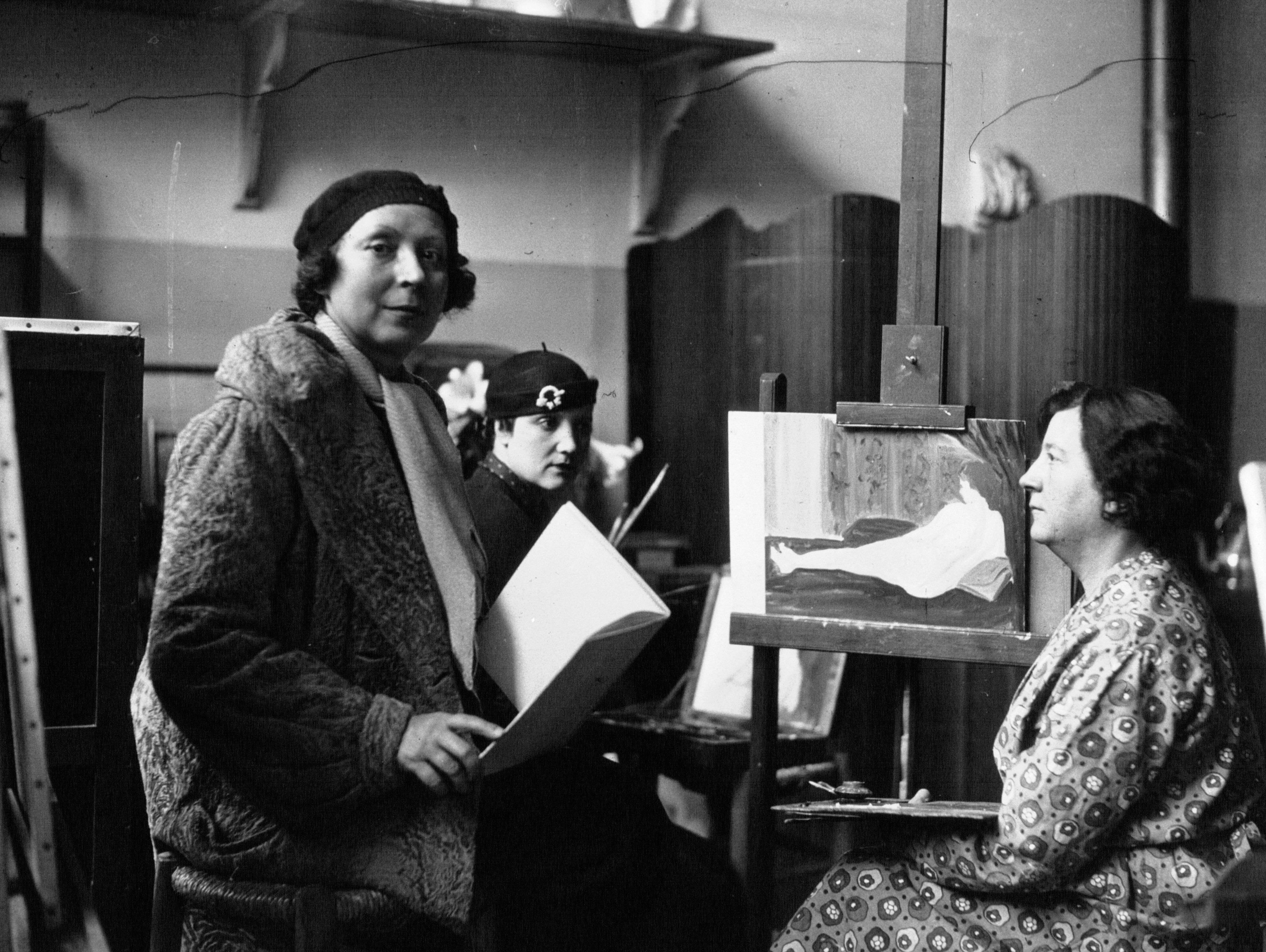
Marie Laurencin el 1932. Bibliothèque Nationale de France.

Esdevinguda retratista oficial de la societat femenina (Coco Chanel, Nicole Groult) en els anys 20, Marie Laurencin també gaudí d'anomenada com a decoradora per al ballet Les Biches, de Serguei Diàguilev, amb música de Francis Poulenc (1924) i, posteriorment, per a l'Opéra-Comique, la Comédie Française i els ballets de Roland Petit al Théâtre des Champs-Elysées. Entre 1932 i 1935, ensenyà a l'acadèmia d'art Villa Malakoff, de París i, el 1942, publicà Le Carnet des nuits, un recull de records de la seva vida i poemes de la seva primera època.

## Obra
Va ser retratista, pintora de flors i de figures, i també es va dedicar al gravat amb diferents tècniques (litografia, aiguafort i xilografia). També va dissenyar vestits i escenografies teatrals.
El seu estil es caracteritza per un ús particular de colors fluids i suaus, una simplificació creixent de la composició i una predilecció per determinades formes femenines allargassades i gracioses, coses que li permeteren d'ocupar ràpidament un lloc privilegiat en el cor del París mundà dels anys 20. Laurencin també és considerada l'única dona cubista; malgrat que les seves obres mostren influències de Picasso i Braque, tenen un acostament propi a l'abstracció que sovint s'exemplifica en les seves representacions de dones i comunitats femenines.

En el catàleg de l'Exposició d'art cubista de 1912, el crític Jacques Nayral escrivia: 
"Marie Laurencin és tota la dolçor, tota la fràgil emocionalitat de l'ànima femenina. Com es pot endevinar fàcilment l'ànima d'una noia de França en aquest art tan ple d'encant i gràcia! Tot i que, en principi, no va rebutjar la tendència decorativa, Marie Laurencin va saber conciliar les línies suaus i harmonioses amb els requeriments més plàstics de volums i densitats. I m'agraden, per la seva ambigüitat, les seves figures amb intencions de vegades indecises, aquests cossos de dones nues que no sabem si són més castes o més apassionadament desitjables."
La seva obra es pot veure als Museu de l'Orangerie de París, a l'Hermitage de Sant Petersburg, al Museu d'Art Modern de Nova York, al Fine Arts Museum de San Francisco, a la Tate Gallery de Londres i a l'Art Institute of Chicago, entres d'altres. A Catalunya, el Museu de l'Empordà de Figueres conserva dos retrats femenins.

## Obres (selecció)
- Artemis (1908)
- Apollinaire et ses amis (1909)
- Le bal elegant ou la danse a la campagne (1913)
- Les deux soeurs au Violoncelle (1913-1914)
- La Prisonniere (1917)
- Ballarines espanyoles (1920-1921, Museu de l'Orangerie)[11]
- Retrat de la senyoreta Chanel (1923, Museu de l'Orangerie)[11]
- Les cérvoles (1923, Museu de l'Orangerie)[11]
- La vie au chateau (1925)
- Marie de Medicis (1926)
- Retrat de la senyora Guillaume (circa 1928, Museu de l'Orangerie)[11]
- Trois jeunes filles (1938)
- Femme au turban (1941, Museu de Lilla)
- La fille songeuse (1941)
- Trois jeunes femmes (1953)

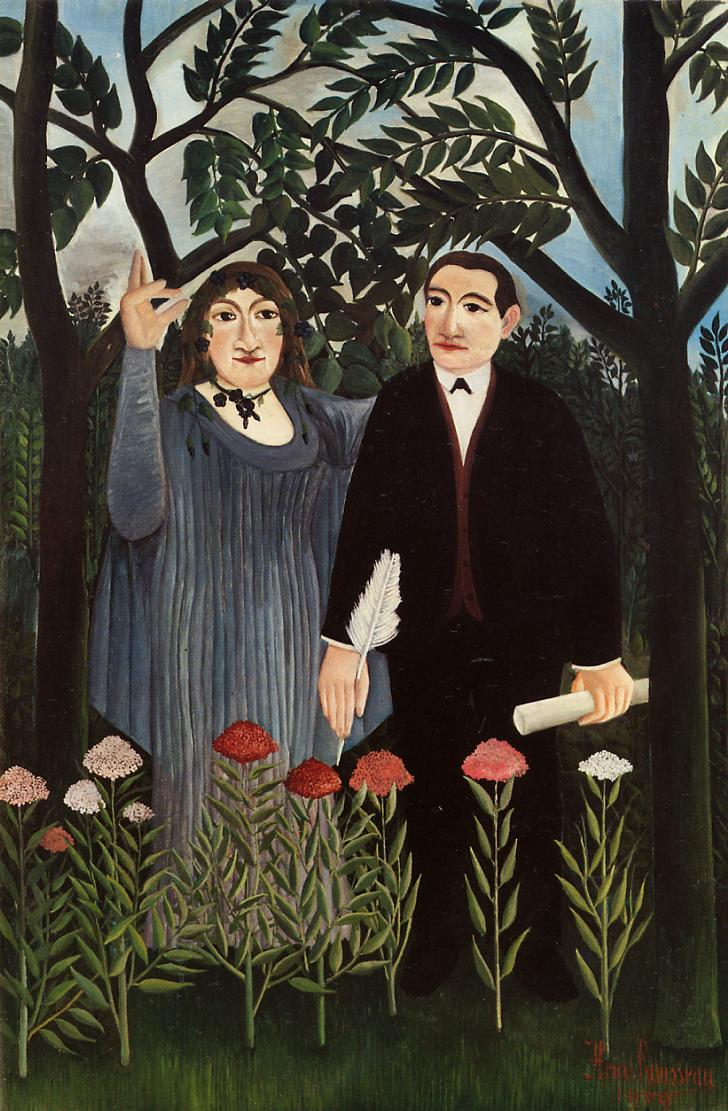
Henri Rousseau, La muse inspirant le poète, 1909. Museu d'Art de Basilea.
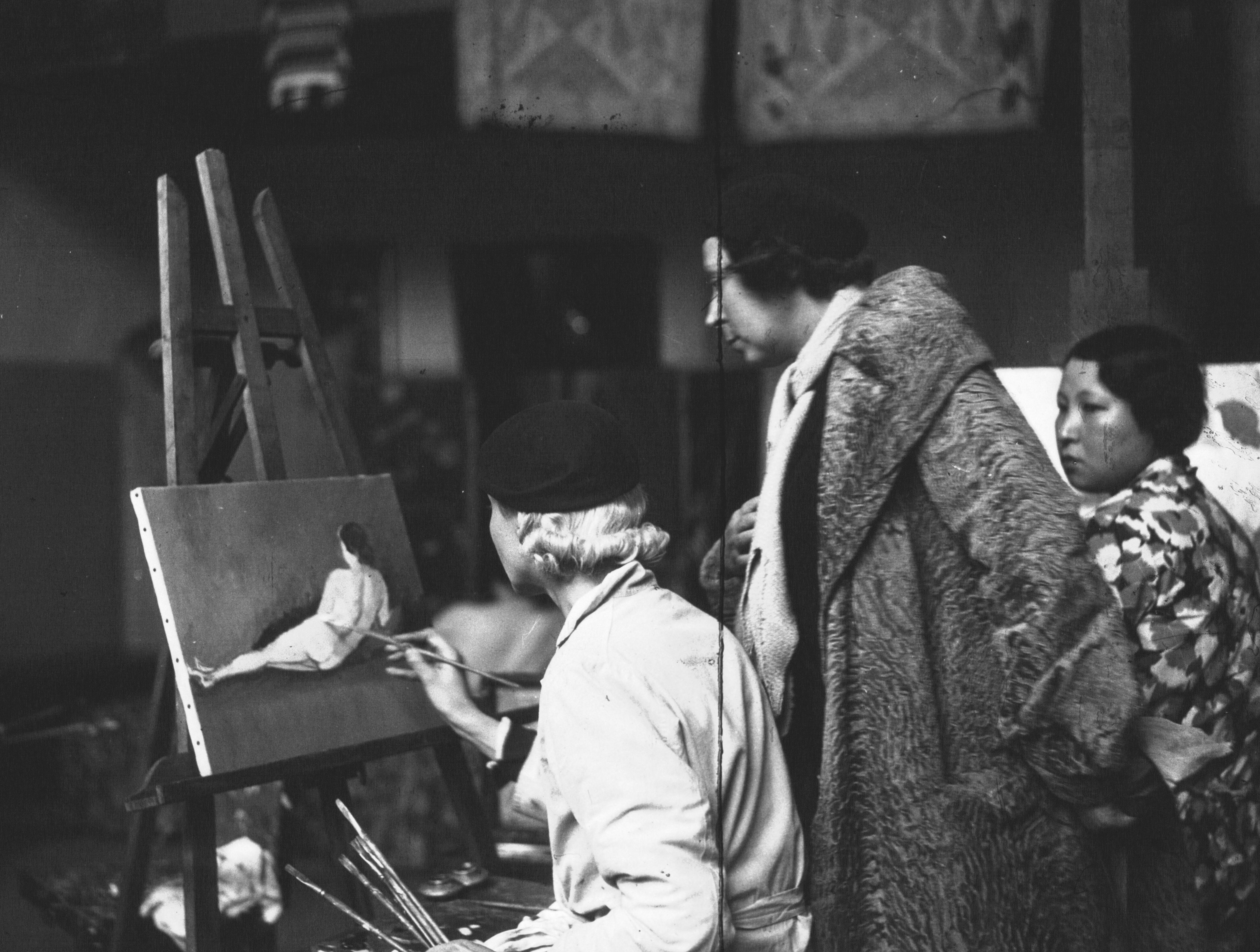
Marie Laurencin i estudiants, 1932. Bibliothèque Nationale de France.